# Harrison Ford
Harrison Ford (Chicago, 13 de julio de 1942) es un actor, productor de cine, y actor de voz estadounidense de cine y televisión. Es recordado por haber interpretado el personaje de Indiana Jones en la saga homónima (1981-2023) y por haber interpretado al personaje de Han Solo en la saga de ciencia ficción Star Wars (1977-1983, 2015-2019).
Debe su notoriedad a su colaboración con el guionista, productor y director George Lucas, que fue el primero en darle la posibilidad de ser actor. Sus papeles como Han Solo en la saga de Star Wars e Indiana Jones en la saga homómina lo elevaron al nivel de estrella internacional. También destaca por su papel como el cazador de replicantes Rick Deckard en Blade Runner, dirigida por Ridley Scott. Aunque inicialmente fue un fracaso en taquilla, la película se transformó con el tiempo en una película de culto de la ciencia ficción.
Con más de cinco mil seiscientos millones de dólares recaudados en todo el mundo por sus películas, Ford es el actor con mayores ingresos en taquilla de la historia. En 1998 fue elegido, con cincuenta y seis años, el hombre vivo más sexy del mundo por la revista estadounidense People, y en 1995 por la británica Empire como uno de los cien actores más sexy de la historia (en el 15.º puesto).
Mundialmente famoso por sus papeles en películas de acción y aventuras, fue galardonado con el premio Cecil B. DeMille en reconocimiento a su trayectoria cinematográfica en la gala de los Globos de Oro de 2002 y con el César honorífico al conjunto de su carrera en 2010; en 1994 la National Association of Theatre Owners le otorgó el título de «Estrella del siglo del box-office». Además de las distinciones personales recibidas, seis de las películas en las que trabajó figuran en el National Film Registry, y cinco están clasificadas en el «top 100» del American Film Institute.
Ha puesto su notoriedad al servicio de la conservación de la naturaleza y de la preservación del medioambiente, sensibilizando particularmente sobre la situación crítica de deforestación de los bosques tropicales.

## Biografía

### Primeros años

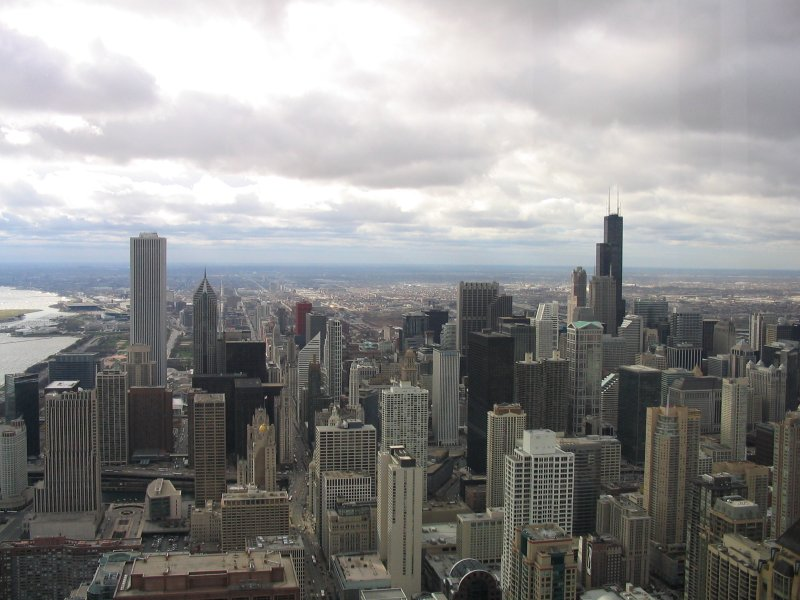
Chicago, ciudad natal de Harrison Ford.

Harrison Ford nació durante el verano de 1942 en Chicago, hijo de padre católico, Christopher Ford, y madre judía, Dorothy Nidelman. Su abuelo paterno, John Fitzgerald Ford, era un irlandés católico, y su abuela, Florence Veronica Niehaus, era alemana. Sus abuelos maternos, Harry Nidelman y Anna Lifschutz, eran inmigrantes judíos procedentes de Minsk (Bielorrusia). Su madre fue actriz de radio antes de dedicarse a su hogar, y su padre directivo de publicidad y ocasionalmente actor de radio como su esposa.
Harrison y su hermano Terence, nacido en 1945, crecieron en el seno de una familia de clase media. Christopher y Dorothy Ford educaron a sus hijos basándose en la combinación de sus respectivas convicciones religiosas y culturales. En la actualidad, cuando le preguntan cuál es su religión, responde con humor: «demócrata». También dice que se siente «irlandés como persona, pero judío como actor».

### Estudios
En Chicago inicia sus estudios junto con su hermano en la escuela primaria Graeme Stewart. Ford, al que sus amigos llaman «Harry», es admitido en la East Maine Township High School (Illinois) en 1956. Alumno medio, participa sin embargo en toda clase de asociaciones en el seno del centro: presidente del club de ciencias sociales, miembro del club de maquetas ferroviarias, representante del club de escolares y delegado de clase. En este período también se produce su primera actuación pública como la voz de la radio del colegio, que acababa de ser creada. Por otra parte, también se integra en la compañía de baile de la escuela así como en el equipo de gimnasia durante un breve período.
Tras graduarse, en 1960 deja el instituto, y se incorpora, presionado por sus padres, en el Ripon College, en Wisconsin. Allí forma parte de la fraternidad «Sigma Nu», y estudia literatura inglesa y filosofía, pero sus resultados dejan mucho que desear. En el tercer año, este mal estudiante se apunta a cursos de arte dramático, pensando que así tendría una oportunidad de obtener fácilmente unas buenas notas. Es durante este período cuando Harrison descubre lo que quiere hacer en lo sucesivo de su vida profesional. En 1964, a tres días de la entrega de diplomas, sabe que no obtendrá el suyo a causa de sus repetidas ausencias. Entonces vuelve a Illinois con un sentimiento de vergüenza y humillación.

## Carrera artística

### Sus comienzos
A pesar de su escepticismo ante el camino escogido por su hijo, sus padres le animan a seguir. Sabiendo que no es Wisconsin donde podrá lanzar su carrera, Harrison decide irse a Hollywood con Mary Marquardt, una actriz que conoció durante sus años universitarios y con la que se casó en 1964.
Ya en California, inicialmente tiene dificultades para conseguir papeles, pero después de una serie de castings sin resultados, recibe una propuesta de la Columbia Pictures para firmar un contrato de 150 dólares a la semana para hacer pequeñas apariciones en la televisión. Durante este período, Ford escapa por poco de la muerte tras un accidente de automóvil, al perder el control de su vehículo y estrellarse contra un poste. Su cicatriz en la barbilla, uno de sus signos distintivos, es una secuela de este acontecimiento. Finalmente en 1966 aparece por primera vez en la gran pantalla, en Ladrón y amante, con James Coburn, en un papel que no le da derecho a aparecer en los créditos. El mismo año, se libra de una citación para acudir a la guerra de Vietnam simulando locura. Para ello, les escribe una carta pseudofilosófica a las autoridades para explicar las razones de su acto.
En 1967 consigue su segundo papel, también sin aparecer en los títulos de crédito, en la película Luv... quiere decir amor (Luv). Finalmente aparece en La cabalgada de los malditos (A Time for Killing), el mismo año, en la que su nombre figura por primera vez en pantalla, aunque bajo el nombre de «Harrison J. Ford» para diferenciarle del antiguo actor de cine mudo que tiene su mismo nombre. A pesar de estos pequeños papeles, la familia Ford no se inunda precisamente en millones, lo que en ese momento es especialmente problemático ya que Mary da a luz a su hijo Benjamin. El actor acepta mal los pequeños papeles que la Columbia le destina y la imposibilidad de expresar su capacidad interpretativa y su personalidad. El estudio rompe su contrato bajo pretexto de su falta de carisma y a causa de sus constantes observaciones sobre la pobreza de los guiones que le ofrecen. Él admitiría luego no haber sido muy cooperativo con el estudio, pero considera que esa arrogancia fue la que le permitió creer en su carrera y esconder su timidez, que hasta entonces estaba a punto de hacerle abandonar el camino que había decidido tomar. Poco tiempo después firma con la Universal Pictures, con la que consigue pequeños papeles en series como El virginiano (The Virginian) o Ironside. Pero sus pequeñas apariciones no son suficientes para mantener las necesidades de su familia, por lo que busca una alternativa a su trabajo de actor.

### Una nueva esperanza
Efectuando trabajos en su casa, Ford decide repentinamente hacerse carpintero. Renuncia a convertirse en actor y aprende a trabajar la madera a través de los libros que pide prestados en la biblioteca local. Encuentra su primer trabajo en las obras en un estudio de grabación para el compositor Sérgio Mendes. En paralelo con su nuevo oficio, acepta cualquiera de los pequeños papeles que le ofrecen en el cine —Zabriskie Point en 1970— o en series televisivas —The F.B.I. en 1969 o La ley del revólver (Gunsmoke) en 1972—. Durante este período Mary da a luz a su segundo hijo.
En el curso de sus encuentros, Ford se hizo amigo de Fred Roos, director de reparto de la Universal, para el que hace trabajos a menudo. Mientras trabaja en unas obras para los Estudios Goldwyn, Fred Roos le presenta a un joven realizador todavía desconocido: George Lucas. Este encuentro es determinante para su carrera de actor.

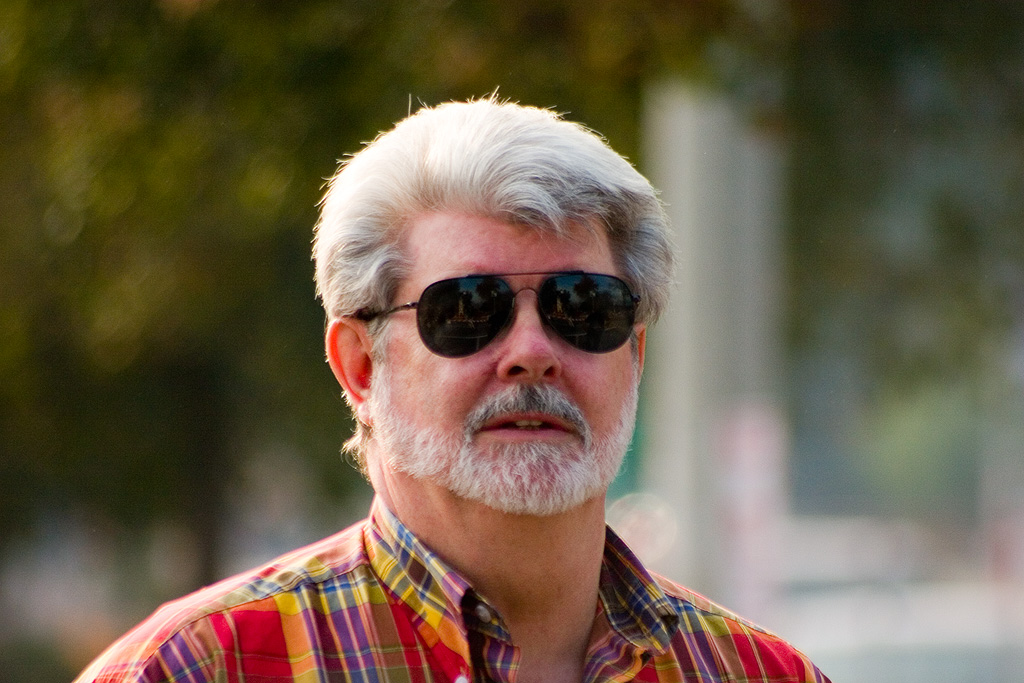
George Lucas.

En 1972, George Lucas le propone el papel del apasionado de la velocidad Bob Falfa en su próxima película, American Graffiti. Harrison acepta porque considera el papel suficientemente importante para implicarlo en el posible éxito de la película. Para rodar sus escenas debía cortarse el pelo, pero temiendo no poder afrontar con ese aspecto posibles ofertas de rodaje que pudieran ofrecerle posteriormente, le sugiere a George Lucas ataviar a Bob Falfa con un sombrero vaquero. La película se estrena durante el verano de 1973 y recauda más de veintiún millones de dólares durante su primera distribución en cines. A pesar de este éxito, Harrison recupera su actividad de carpintero porque el salario de 600 dólares que recibe por el rodaje de esta película es insuficiente para mantener a su familia. Sin embargo, hace que su motivación para intentar hacer carrera en el cine se reanime.
Ford recupera, pues, su trabajo actoral aceptando otros pequeños papeles. Después de realizar unas obras en la oficina de Francis Ford Coppola, recibe la propuesta de un papel por parte de este último en su película La conversación, con Gene Hackman como estrella. En ella debía representar el papel de Mark, pero, en el último momento, Frederic Forrest consigue el papel; Ford, que desempeña finalmente el personaje de Martin Stett, está furioso por este hecho. Sin embargo, gracias a este papel, el joven actor comienza a hacer hablar sobre él en Hollywood.
Hasta 1976 consigue algunos papeles para la televisión y ve con agrado como se incrementaba su actividad. Durante unos trabajos en casa de George Lucas, este le pide que colabore con él dando réplica a los actores en el casting para su próxima película, pues no desea hacerle a Harrison una audición ya que quiere trabajar con nuevas caras. Pero después de algunas sesiones, Lucas decide que ya tiene actor para el papel de Han Solo.

## Sus papeles

### Star Wars

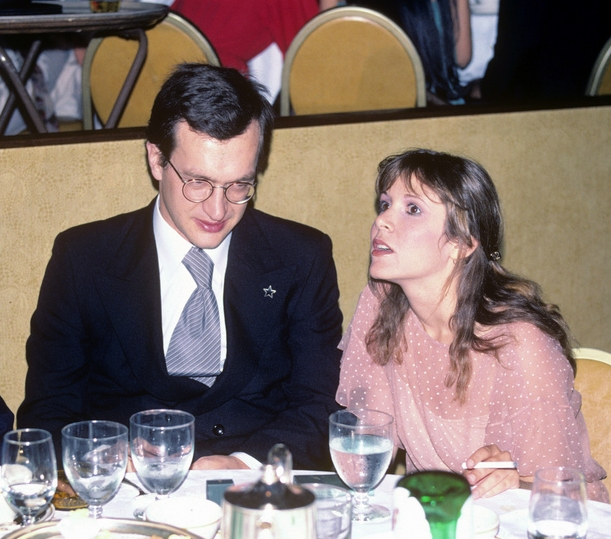
Wim Wenders y Carrie Fisher en 1978

En 1976, a pesar de sus reticencias en cuanto a contratar actores desconocidos para la película, la Twentieth Century Fox acepta que Harrison Ford sea escogido para encarnar a Han Solo en la que se convertirá en una gran saga del cine: Star Wars. Ford obtiene el papel frente a la competencia de Kurt Russell, Nick Nolte, Al Pacino, Christopher Walken y Richard Dreyfuss. George Lucas considera a Ford más en condiciones de encarnar a un personaje que dispone de una dimensión cínica que contrasta con Luke o Leia. También es un personaje de mayor edad que los otros personajes, con la excepción notable del desempeñado por Sir Alec Guinness, famoso actor británico cuya presencia compensa un reparto formado por actores desconocidos, un riesgo asombroso para una película de tal envergadura. Con la sensación de estar participando en una película para niños, los actores tienen dificultad para interpretar su papel seriamente y hacen constantes bromas durante el rodaje.
Con un sueldo de 650.000 dólares, esta película le permite abandonar finalmente su oficio de carpintero y concentrarse plenamente en su carrera artística. A pesar del fracaso prematuramente anunciado por la Fox, la primera entrega de Star Wars, estrenada como La guerra de las galaxias y conocida más tarde como Una nueva esperanza, se convierte en un éxito enorme y hace del actor uno de los predilectos del público.
La película da lugar a dos secuelas en las que Ford continúa en el papel. En El Imperio contraataca, su papel de comediante toma una nueva dimensión con la evolución dramática del papel de Han Solo, unido a la vez a su relación amorosa con Leia y a su posición incómoda frente a la traición de su amigo, Lando Calrissian. Antes de que su personaje sea congelado en la carbonita, la princesa le declara su amor y debe contestar «¡yo también te quiero!», pero, viendo que resultaba poco convincente, Irvin Kershner, el director, le pide improvisar. Él cambia entonces la réplica por «lo sé...», que quedará indisociablemente unida a su personaje. El hecho de que Solo sea sumergido en la carbonita constituye además una alternativa para los guionistas en el caso de que el actor se negara a figurar en el tercer episodio de la saga. En efecto, George Lucas no estaba seguro de que su estrella aceptara recuperar el papel después de su éxito en Raiders of the Lost Ark.
Posteriormente se confirma su participación y aparece de nuevo en El retorno del Jedi. La falta de profundidad de su personaje no le permite explotar el principio de la película, que se dedica a su liberación. Para compensar esta debilidad, él desea una muerte heroica para Han Solo, con el fin de que pueda recuperar la talla de los episodios precedentes. George Lucas se niega.
Más de 30 años después del estreno de El retorno del Jedi, Ford vuelve a interpretar el papel de Han Solo en la séptima entrega de la saga, El despertar de la Fuerza. Según el Daily Mail, el actor cobró 16 millones de libras, más una cuota del 0,5 % de los ingresos en taquilla por su aparición en esta película, mientras que en el filme original de 1977 su salario fue de 7000 libras.

### Indiana Jones
A finales de los años 1970, George Lucas y Steven Spielberg trabajan en su próxima producción: una película que rinde homenaje a los seriales de su infancia.

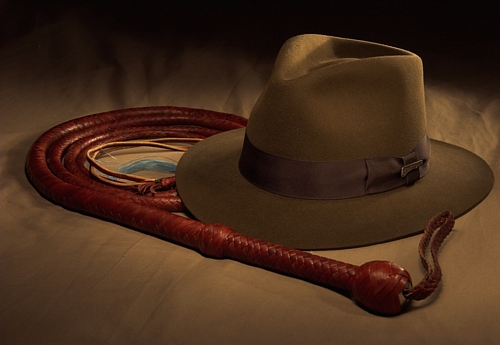
El sombrero tipo Fedora y el látigo: dos de los accesorios distintivos de Indiana Jones

Para este proyecto Steven Spielberg piensa inmediatamente en él, con la idea de representar a un héroe digno de Allan Quatermain, pero George Lucas se opone. En efecto, además de no ser nunca partidario de recuperar a un actor con quien ya hubiera trabajado (¡«no quiero hacer mi Robert De Niro!», referencia a la unión del actor con Martin Scorsese), él teme también que se confunda este nuevo personaje con Han Solo. Por ello se piensa en varios actores para ofrecerles el papel. Finalmente se escoge a Tom Selleck para encarnar al aventurero, pero no acepta el papel a causa del contrato que le une a la serie Magnum P.I. Por ello, Steven Spielberg persuade a George Lucas de que «Indy» es un personaje a la medida de Ford. El actor y el realizador son presentados por George Lucas y, a pesar de sus reticencias a firmar un contrato para tres películas, el actor acepta la oferta. Así nace Indiana Jones.
Para interpretar al aventurero, Ford debe aprender a manejar el látigo y prepararse físicamente para un rodaje agotador. Muestra para Indy el aspecto de aventurero con barba de tres días y una vieja cazadora de cuero, sin olvidar los que se convertirán en sus signos distintivos, el sombrero gastado y el látigo. Caracteriza así a un personaje polifacético: valiente pero romántico, divertido y a veces frágil.
El rodaje de Raiders of the Lost Ark es agotador y exigente para todo el equipo. Durante la escena de la pelea contra un mecánico nazi, el avión rueda sobre su pierna; se encuentra con un ligamento desgarrado en el interior de Túnez. Pero en lugar de hacerse curar, se venda la pierna para poder continuar rodando. Más tarde, se hiere seriamente las costillas queriendo hacer él mismo la escena de riesgo donde Indiana es arrastrado por el suelo por un camión. En cuanto a la escena donde Indy se enfrenta a un guerrero que lo amenaza de un gran sable, en la que estaba previsto un elaborado combate que habría necesitado una larga preparación, Ford no está en condiciones de rodarla: como muchos miembros del equipo en ese momento, estaba enfermo. Para cuidarse, le propone a Steven Spielberg simplemente disparar sobre el oponente. El éxito de esta corta escena entre los miembros del equipo es tal, que se mantiene en el montaje final. Raiders of the Lost Ark se estrena en 1981 y obtiene un gran éxito. Indiana Jones consigue sobrepasar incluso la notoriedad de Han Solo y Ford se convierte en una estrella.

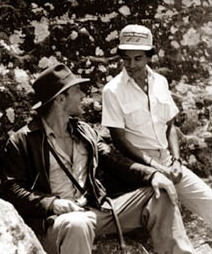
Ford con el jefe de producción Chandran Rutnam durante el rodaje de Indiana Jones and the Temple of Doom en Kandy, Sri Lanka, en 1983

En 1984 se estrena la secuela, Indiana Jones and the Temple of Doom. La pareja femenina de Indy, después de Karen Allen en Raiders of the Lost Ark, es Kate Capshaw. Es Ford quien, bajo la influencia de Steven Spielberg, la escoge para interpretar a Willie Scott.
Durante el rodaje de las escenas en el palacio del maharajá, el actor comienza a sufrir de una hernia discal a fuerza de montar un elefante, y durante el combate contra un thuggee en la habitación de Indy, la hernia lo paraliza de verdad. Los cuidados que le prestan en el lugar no hacen efecto y es repatriado urgentemente a los Estados Unidos para operarse. Durante su convalecencia, sigue un tratamiento a base de enzima de papaya. El remedio es eficaz y el actor regresa a Sri Lanka al cabo de tres semanas. Tras este incidente, el rodaje prosigue normalmente. En el momento de su estreno, aunque la crítica encuentre la película demasiado oscura, Indiana Jones and the Temple of Doom es un éxito.

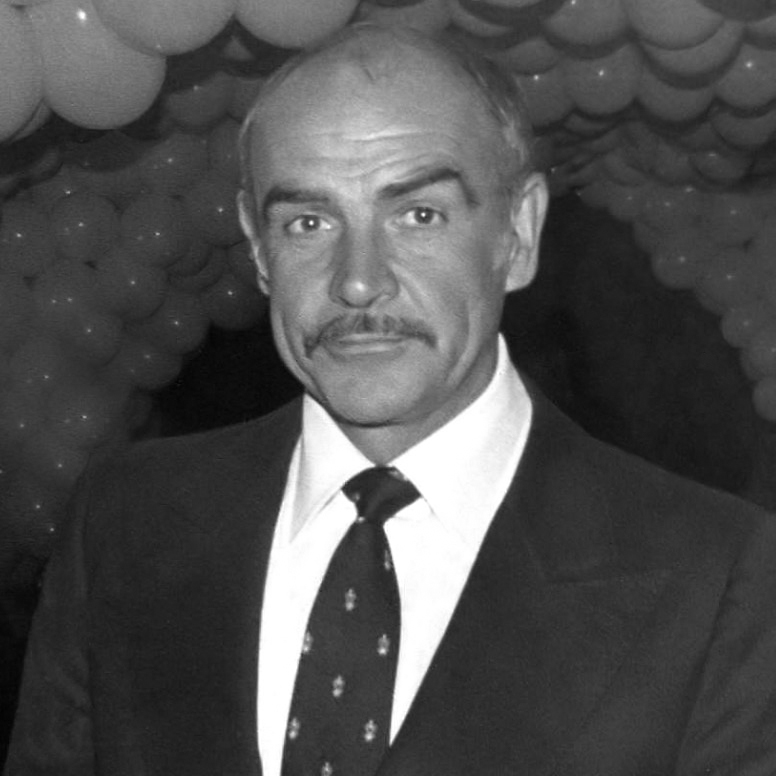
Sean Connery interpreta al padre de Indy en La última cruzada

El 16 de mayo de 1988 empieza el rodaje de Indiana Jones y la última cruzada, la tercera película de la serie. Esta cinta muestra la relación que mantiene Indy con su padre como telón de fondo de la búsqueda del Grial. Mientras que Ford viste de nuevo su traje de aventurero, el papel de «rata de biblioteca» de su padre es interpretado por Sean Connery. Esta confrontación padre/hijo le permite a Ford explotar y expresar otras facetas de la personalidad de su personaje. En esta película se puede ver a un Indy adolescente, y Ford le propone a Steven Spielberg y a George Lucas al joven actor que había interpretado a su hijo en The Mosquito Coast, River Phoenix, pues, según el propio Ford, es quien más se parece a él a su edad. Sobre el plató el ambiente es jovial, como para la secuencia donde Indy y su padre hablan a bordo del zepelín, donde Ford y Connery la ruedan sin pantalones a causa del calor reinante. Ford, que se acostumbró a formar parte de sus escenas de riesgo, se encuentra suspendido del cañón de un tanque y contra una pared de piedra mientras que el personal de atrezo le echa pedazos de arcilla a medida que la máquina avanza. A menudo debe empezar de nuevo escenas donde corre a caballo debido a que su sombrero sale despedido, porque es inimaginable que Indiana Jones pierda su sombrero. Después de un rodaje sin mayores problemas, la película se estrena en mayo de 1989 y es, como las precedentes, un éxito comercial.

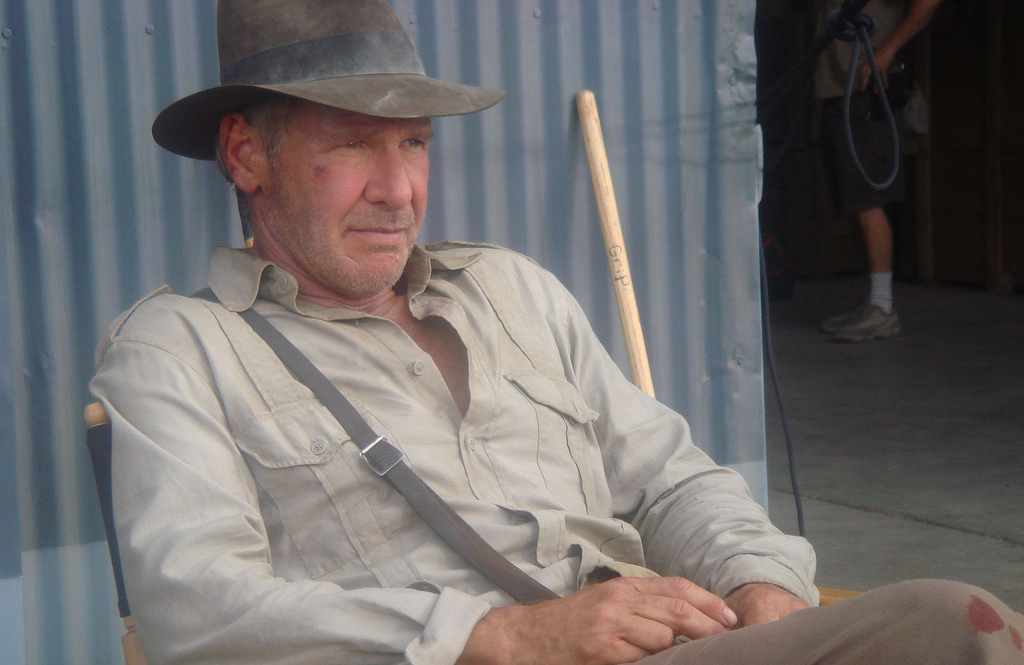
Harrison Ford durante el rodaje de su película más taquillera, Indiana Jones y el reino de la calavera de cristal

Estaba prevista una cuarta parte desde 1994, pero las sobrecargadas agendas de Ford, Lucas y Spielberg aplazan sin cesar la puesta en marcha de la película. Después de haber vacilado en hacer este nuevo episodio, Ford acaba por proponerle a Spielberg hacerla: «¿Por qué no hacer otra de estas películas? El público lo pide». Acaba por convencer a Lucas y el proyecto se inicia. El 10 de septiembre de 2007 finalmente se desvela el título de este nuevo episodio: Indiana Jones y el reino de la calavera de cristal. La acción de la película se desarrolla durante la Guerra Fría, con Indiana Jones ya mayor. A pesar de su edad avanzada se somete a un entrenamiento y un régimen muy estrictos para volver a estar en forma, y así puede realizar él mismo la mayoría de sus escenas arriesgadas. La película es presentada el 18 de mayo de 2008 como preestreno en el Festival de Cannes, 19 años después de la última aventura. La taquilla demostró que el público deseaba otra película más de la saga y, con cerca de 800 millones de dólares recaudados en todo el mundo, Indiana Jones y el reino de la calavera de cristal es la película de mayor éxito de la serie.

### Blade Runner
En la película Blade Runner, de Ridley Scott, basada en la novela de Philip K. Dick ¿Sueñan los androides con ovejas eléctricas?, Ford encarna a Rick Deckard, una especie de detective policial (Blade Runner) desengañado y cínico. Su interpretación en esta película es intensa y le da al personaje una imagen vulnerable y de ambigüedad moral que la convierte en uno de los elementos destacados de la película, y que lleva, incluso, a preguntarse si Deckard es humano. En efecto, la empatía que manifiesta en el momento de sus acciones ejecutorias hacia los replicantes, recuerda justamente a la de sus presas.
El primer actor considerado por el guionista Hampton Fancher fue Robert Mitchum. Otros actores en la lista de potenciales Rick Deckard fueron Sean Connery, Jack Nicholson, Paul Newman, Clint Eastwood, Peter Falk, Al Pacino, Nick Nolte, Burt Reynolds y Dustin Hoffman. Finalmente Hampton Fancher, que también era productor de la película, sugiere a Harrison Ford. La producción se pone en contacto con Steven Spielberg que está en la fase de montaje de Raiders of the Lost Ark, para informarse sobre el actor. La respuesta del realizador es clara: «Es una gran estrella». Así, Ridley Scott viaja a Londres para ver imágenes de la grabación de la película de Steven Spielberg y encuentra al actor perfecto para el papel.
Ford está interesado en la película pero la lectura del primer guion no acaba de convencerle a causa de la presencia de una voz en off que cuenta a los espectadores lo que no se muestra en la investigación de Deckard. Él quiere que se vean las cosas en lugar de que se relaten. Este detalle se convierte en un motivo de fricción entre el realizador y su intérprete principal, que considera que Ridley Scott tiende a preocuparse más de los decorados que de sus actores. Como anécdota, el personaje desempeñado por Edward James Olmos fue creado para subsanar un error de concepción: la carlinga del vehículo que Ford debe pilotar resulta ser demasiado estrecha para él y hay que contratar a un actor más pequeño para pilotar la máquina. Olmos es quien conduce, mientras que Ford se acurruca sobre el asiento del pasajero.

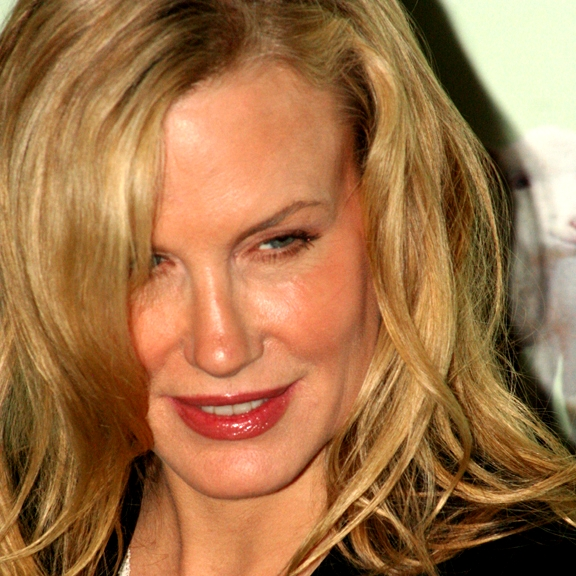
Daryl Hannah interpreta a Pris, uno de los replicantes de la película Blade Runner

A pesar de las divergencias, Ford se implica todo lo que puede. En la escena donde se pelea con Pris (Daryl Hannah), insiste en que no simule los golpes. Ella obedece y le mete los dedos en la nariz, hasta tal punto que acaba ensangrentado al final de las tomas. Su malestar durante el rodaje también le ayudó a darle una dimensión dramática a su personaje. Durante las proyecciones de prueba de la película, su interpretación es mal acogida por los espectadores. En efecto, su imagen es la de un héroe sin miedo, valiente y sin reproches desde sus papeles de Han Solo y de Indiana Jones y sus seguidores no lo ven en el papel de un personaje algo cobarde y sin escrúpulos. Por estas razones (y otras puramente comerciales), los productores hacen volver a montar la película para simplificar la historia y eliminar temas paralelos. El final se modifica, transformando el espíritu del desenlace original.
A pesar de su desacuerdo, el actor estaba obligado por contrato a registrar la voz en off que orientaba al espectador en su comprensión de la película, lo que fue un verdadero suplicio para él. Después de la lectura de seis versiones diferentes de la narración, el cansancio del trabajo demandado se percibe en su voz monocorde que aparece en la película.
La película se estrena en 1982, los críticos no son precisamente cariñosos, y es un fracaso comercial. Su papel completamente diferente con relación a los precedentes y la oscuridad de la película son los factores principales. También fue eclipsada por el estreno, unos días antes, de E.T., el extraterrestre, de Spielberg.
Sin embargo, Blade Runner acaba convirtiéndose en una película de culto en el curso de los años, sobre todo gracias a la salida de versiones más próximas a la visión del realizador (Director's cut). Todavía hoy una pregunta queda en suspenso: ¿Rick Deckard es un replicante? Ridley Scott responde que sí, mientras que Ford sostiene lo contrario.
En 2017, treinta y cinco años después, Ford vuelve a encarnar a Rick Deckard en Blade Runner 2049, película dirigida por Denis Villeneuve y de nuevo con Ridley Scott, pero esta vez como productor ejecutivo. En esta secuela, un nuevo Blade Runner, el oficial K del departamento de policía de Los Ángeles (interpretado por Ryan Gosling), saca a la luz un secreto oculto que tiene el potencial de conducir lo que queda de la sociedad al caos; el descubrimiento de K le lleva a una búsqueda para encontrar a Deckard, que lleva desaparecido treinta años.

### Otras películas
Después de Star Wars consigue muchos más papeles que antes gracias al estatus que acaba de adquirir. Es contratado para la película Héroes, dirigida por Jeremy Kagan, amigo de George Lucas. En la cinta tiene como compañero a Henry Winkler e interpreta a Ken Boyd, un muchacho soñador. Los críticos acogen bien su interpretación de un personaje que reconoce adorar, pero la película pasa inadvertida y no le permite acentuar su notoriedad.
La necesidad de dinero se hace sentir de nuevo. Consigue obtener uno de los papeles principales de Fuerza 10 de Navarone, la continuación de Los cañones de Navarone. La película, en la que tiene como compañero de reparto a Robert Shaw, se estrena en 1978 y, aunque es un fracaso en los Estados Unidos, el nombre de la nueva estrella atrae al público en Europa, donde, por ejemplo en Francia, vende casi un millón de entradas.
Al año siguiente se estrena Apocalypse Now, de Francis Ford Coppola, donde aparece solamente en una secuencia. Interpreta al coronel Lucas, que transmite el permiso de ausencia del capitán Willard, desempeñado por Martin Sheen. Aunque esta película se estrena en 1979, Ford rodó su escena durante el año 1976, antes de ser conocido por su papel de Han Solo.

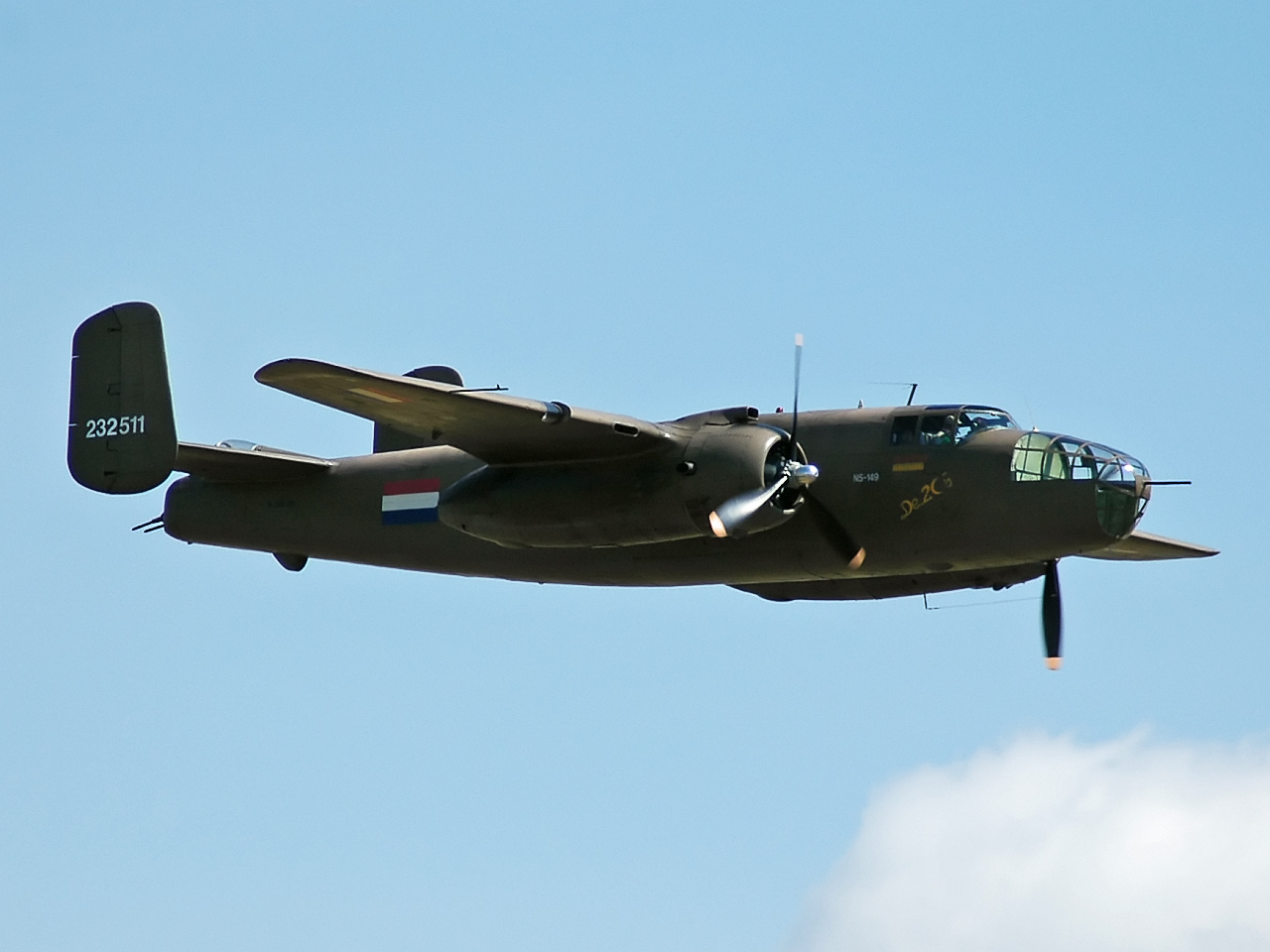
En La calle del adiós, Ford pilota un B-25 Mitchell

El mismo año aparece en La calle del adiós (Hanover Street), de Peter Hyams. En ella interpreta a David Halloran, un piloto americano enviado a Inglaterra durante la Segunda Guerra Mundial, que se enamora de una enfermera inglesa y que tiene la misión de escoltar en Francia a un agente del servicio británico de información (interpretado por Christopher Plummer) que resulta ser el marido de ésta. El papel le permite experimentar su interpretación por primera vez en géneros románticos y dramáticos. La película es un fracaso y no le permite al actor satisfacer su predisposición a tener un papel protagonista.
Su siguiente película es El rabino y el pistolero (The Frisco Kid), una comedia de Robert Aldrich. La «amable presión» de su hijo Willard y su propio deseo de regresar a los rodajes americanos después de dos películas en Inglaterra, le hacen aceptar el papel del cowboy Tommy Lillard. En esta película trabaja junto a Gene Wilder, actor que colaboró varias veces con Mel Brooks. La comedia no era un campo en el que el realizador se encontrara a gusto, y la película no responde a sus expectativas, pero resulta mejor que La calle del adiós. Luego, recupera su papel de Bob Falfa en una pequeña aparición (que no se refleja en los títulos de crédito) en la secuela de American Graffiti.
La consagración llega de manos de la saga de Star Wars, confirmada posteriormente con las aventuras de Indiana Jones. Después del rodaje de Blade Runner participa en el de E.T., el extraterrestre, donde actúa como el director de la escuela que convoca a Elliott después del incidente de la rebelión en el aula. En esta escena aparece de espalda y no se ve su cara. Esta secuencia fue cortada en el montaje inicial y no se integró en la versión del vigésimo aniversario de la película porque Steven Spielberg no quiso hacer demasiados cambios con relación al original, que considera como una de sus películas «más perfectas».
En 1985, su carrera da un nuevo giro con Witness, de Peter Weir. Deja a un lado las superproducciones espectaculares y desempeña el papel de John Book, un policía encargado de la protección de un joven amish. Antes del rodaje, prepara meticulosamente su papel de policía pasando un tiempo en la brigada criminal de Filadelfia, con la que efectúa patrullas nocturnas. Esta película le permite interesarse por la psicología de su personaje, que hace frente a un choque de culturas al introducirse en una comunidad amish. De protector pasa a protegido, y se integra progresivamente en el modo de vida de sus huéspedes y se enamora de la madre del joven testigo, papel desempeñado por Kelly McGillis. En la película, antes de la construcción de un granero, se desliza una referencia a su pasado cuando la actriz le pregunta si sabe algo de carpintería, y él responde «un poco». Esta interpretación le vale el primer reconocimiento del mundo del cine, con nominaciones como mejor actor en diversos premios cinematográficos.

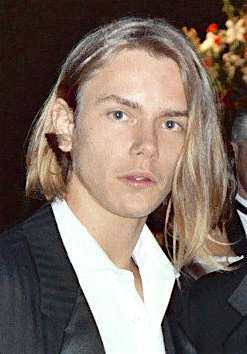
River Phoenix interpretó el papel de uno de sus hijos en The Mosquito Coast, y comparte con Ford el papel de Indiana Jones unos años más tarde en Indiana Jones y la última cruzada.

En 1986, actúa de nuevo para Peter Weir en la película en la que Ford dice haber desempeñado su mejor papel: The Mosquito Coast. En ella encarna a un padre de familia inventor y maníaco que se deja absorber por sus ideales. El personaje de uno de sus hijos está desempeñado por River Phoenix, con el que compartirá el papel de Indiana Jones unos años más tarde en Indiana Jones y la última cruzada.
En The Mosquito Coast, Regarding Henry y Frantic, Ford confirma su orientación tomada desde Witness con papeles de personajes singulares en películas importantes. En 1989, le proponen el papel de Jack Ryan en La caza del Octubre Rojo, adaptación de la novela homónima de Tom Clancy, pero, al preferir el papel del comandante Marko Ramius, ya reservado para Sean Connery, declina la oferta y lo desempeña Alec Baldwin. En 1992, después de haber sido liberado de un proyecto de la Paramount, desempeña el papel de un agente de la CIA, dejado vacante por Alec Baldwin, que prefiere trabajar en los escenarios de Broadway. Interpreta entonces al héroe Jack Ryan en Juego de patriotas y en su secuela Peligro inminente (1994), ambas dirigidas por Phillip Noyce. El guion de Juego de patriotas debe ser readaptado para el nuevo actor, porque hay que pasar de un agente de 35 años a otro de 50. Esta película es la ocasión de dar más relevancia al personaje de Jack Ryan y a su familia después de un papel secundario en Octubre Rojo. Ford impone a un personaje vulnerable, el opuesto de un héroe de acción sin temor y sin reproche, que corresponde al analista de la CIA y al padre de familia protagonista de la novela. El guion de Peligro inminente se escribe al mismo tiempo que el de Juego de patriotas, y es en medio del rodaje de esta cuando se confirma su rodaje. Ambas películas son un éxito.
En 1993, entre ambas aventuras de Jack Ryan, vuelve a dar un impulso a su carrera participando en El fugitivo, de Andrew Davis, adaptación de la serie televisiva homónima. En ella encarna al doctor Richard Kimble, acusado sin razón del homicidio de su mujer. Una persecución despiadada, dirigida por un marshal (Tommy Lee Jones), lleva a Kimble hasta Chicago, donde hace todo lo posible para probar su inocencia. La película es un éxito mundial que coloca a Ford en la cumbre de la jerarquía de los actores más populares de Hollywood y que le permite a Tommy Lee Jones obtener el Óscar al mejor actor de reparto.
En 1995, desempeña el papel de Linus Larrabee en Sabrina, de Sydney Pollack, papel inicialmente desempeñado por Humphrey Bogart en la película original de Billy Wilder de 1954. Después de un año sin rodar, La sombra del diablo se estrena en la gran pantalla en 1997. Ford comparte protagonismo con Brad Pitt, cuya carrera comienza realmente a tomar envergadura. La película, cuya temática es la traición del mentor por su protegido, es un fracaso.

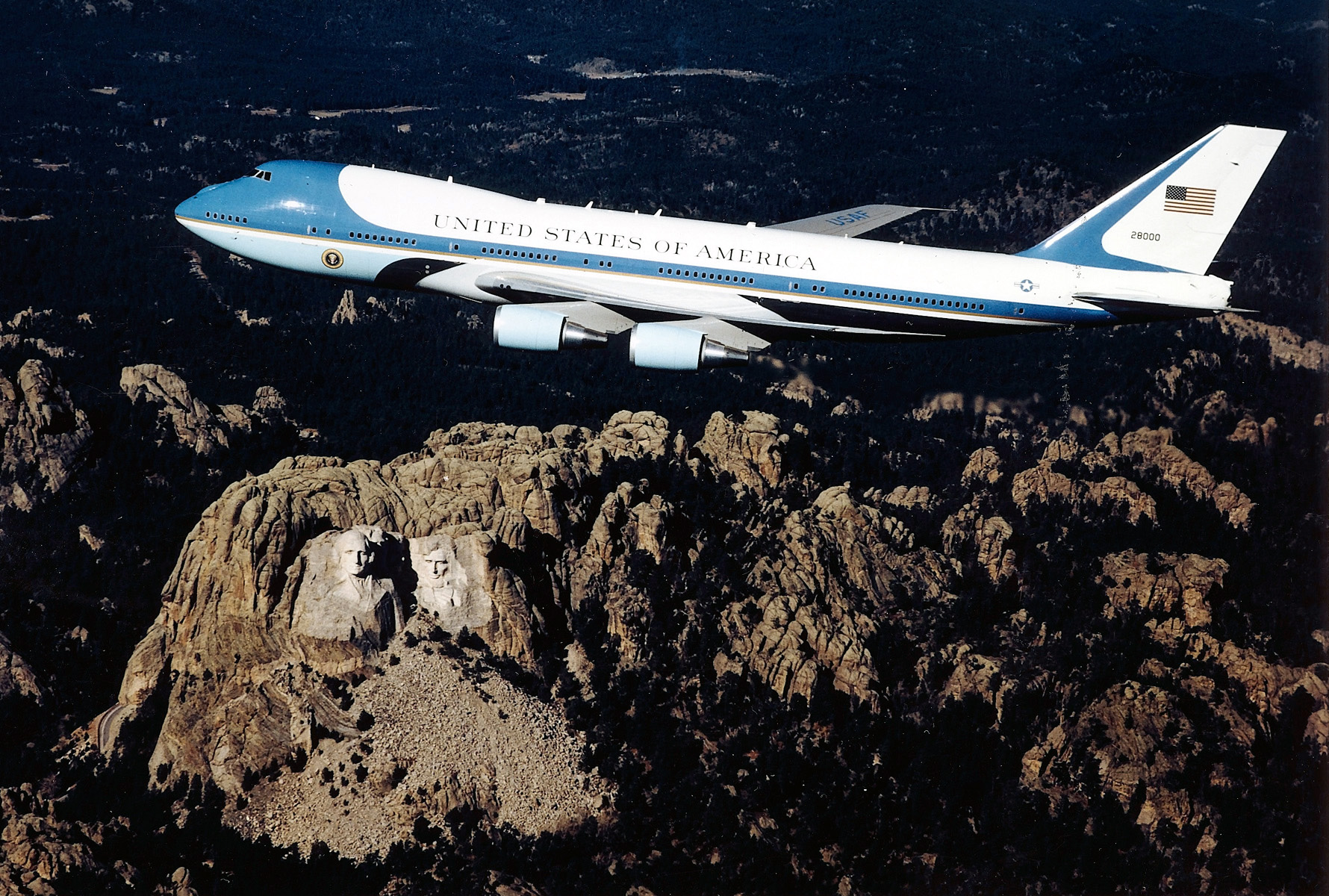
Air Force One

Ese mismo año se estrena Air Force One, dirigida por Wolfgang Petersen. El guion se escribió inicialmente para Kevin Costner, pero este no estaba disponible cuando la película estaba dispuesta para su lanzamiento y es él mismo quien sugiere a la producción el nombre de Ford para reemplazarlo. Wolfgang Petersen le propone a Gary Oldman a su intérprete principal, para desempeñar al terrorista que secuestra el Air Force One. Para el papel de la vicepresidenta el realizador quiere desde el principio a Glenn Close, pero teme una negativa ante este pequeño papel. Ford, que coincide con Petersen sobre la idoneidad de Close para este papel, se encarga él mismo de proponérselo a la interesada. Durante una cena de caridad en Wyoming, donde viven ambos, le hace la proposición a la actriz. A esta cena también asiste Bill Clinton, que aprecia la idea de una mujer como vicepresidente. Es a causa de los ánimos del presidente que Glenn Close acepta el papel. Bill Clinton, muy entusiasta a propósito de la película (que verá dos veces en tres días después de su estreno), invita una pequeña parte del equipo de la película, entre los que están el realizador y Ford, a bordo del verdadero avión presidencial para las localizaciones de interiores para la reconstitución del avión para la película. Para su escena del discurso al principio de la película, Ford debe aprender un texto en ruso, lengua que él no conoce. Las únicas escenas que comparte con Glenn Close son unos diálogos por teléfono y generalmente es un asistente quien le da la réplica por teléfono al actor, pero hace un viaje (al igual que Gary Oldman) para hacerlo él mismo y así darle una mejor base de trabajo a la actriz. El rodaje se celebra en un ambiente festivo, hasta el punto de que el equipo apode la película como «Air Force Fun». En las escenas de lucha, que él considera como sus mejores, el actor no es doblado por un especialista. En la escena donde está por primera vez frente al terrorista interpretado por Gary Oldman, este le asesta un golpe en la cara, y Ford insiste para que no simule el golpe. Al día siguiente de esta escena, que necesitó 13 tomas (por tanto 13 golpes en la cara), llega al plató con la cara marcada, obligando a Petersen a filmarlo desde un ángulo que permitiera esconder las secuelas. La película pone en escena al presidente de los Estados Unidos, antiguo soldado de la guerra de Vietnam y distinguido con la Medalla de Honor, haciendo frente a un comando terrorista ruso que secuestra el Air Force One. Habitualmente, en los thrillers o las películas de acción, el presidente es el personaje protegido, pero en Air Force One se convierte en el «hombre de acción», y que da un claro tinte pronorteamericano a la película. Después de un rodaje de 75 días, la película se estrena durante el período estival y saca provecho de su condición de película taquillera para obtener un gran éxito en Estados Unidos.
El verano de 1998 ve la vuelta del actor en una comedia con Six days, seven nights, de Ivan Reitman, donde interpreta a un aviador gruñón, que no obtiene una buena acogida. Su siguiente película, Random Hearts, de Sydney Pollack, es un rotundo fracaso. Allí interpreta a un sargento de policía que investiga las circunstancias de la muerte de su esposa en un accidente aéreo y descubre que estaba acompañada por un hombre. Su investigación lo lleva hasta la esposa de este último (interpretada por Kristin Scott Thomas), con la que entabla una particular e intensa relación.

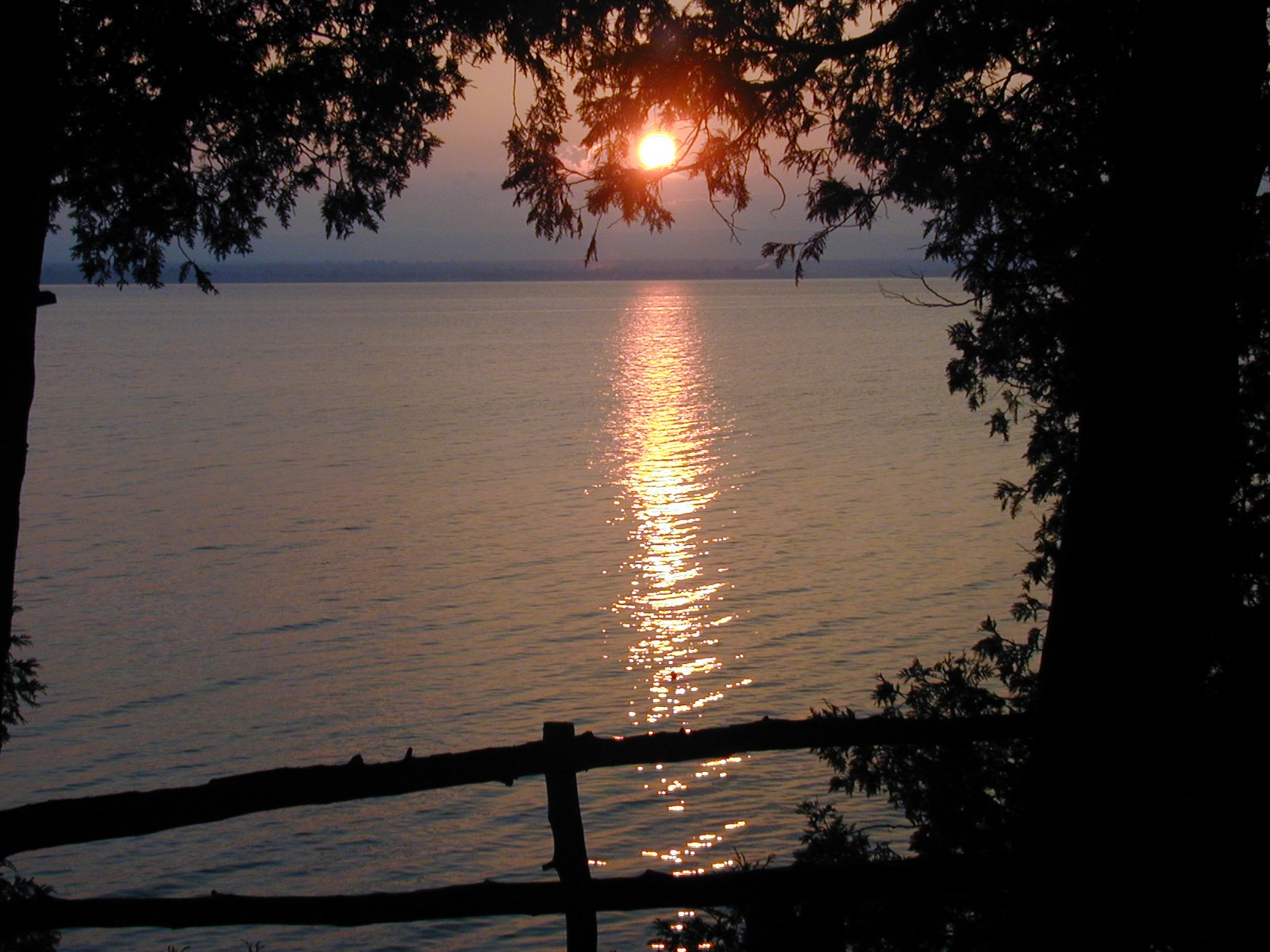
El lago Champlain, marco de la película What Lies Beneath

Ford es escogido por Robert Zemeckis para actuar en su siguiente película. El guion, muy diferente de otras películas en las que suele participar, lo atrae, así como la cuidadosa construcción del argumento y la originalidad de su personaje. What Lies Beneath aparece en las pantallas en el año 2000 y la estrella desvela una nueva faceta de su carrera de actor encarnando uno de sus escasos papeles de «malo», lejos del héroe de las películas de acción en las que habitualmente participa. Desempeña el papel de Norman Spencer y su mujer es interpretada por Michelle Pfeiffer, dando vida a una pareja madura que ve como su hija se ha hecho mayor y se va de casa, entrando en una nueva fase de su vida. Su esposa pronto comienza a sufrir extrañas y angustiosas situaciones en su casa del lago. Este thriller fantástico, homenaje al cine de Alfred Hitchcock, es acogido con gran éxito y le permite volver a la cima del box-office.
Durante este período rechaza varios papeles en películas de éxito como Traffic, La tormenta perfecta o El patriota. En esta última, su negativa está motivada por considerarla «demasiado violenta», especialmente por la cantidad de niños que mueren en la película y por considerar la historia demasiado simple: «la Guerra Revolucionaria se redujo a un hombre que busca venganza», manifestó.

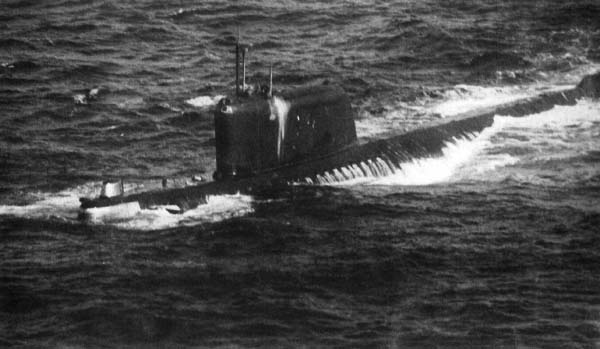
Imagen del auténtico submarino nuclear soviético K-19, en el que se basa la película K-19: The Widowmaker.

Hay que esperar dos años antes de verlo de nuevo en la gran pantalla. K-19: The Widowmaker se estrena en 2002, bajo la dirección de Kathryn Bigelow. Para esta película, además de ser el intérprete principal, prueba como productor ejecutivo y toma muy a pecho su función, implicándose en el desarrollo de la historia y todos los demás aspectos de la producción. La película, que relata un hecho histórico sucedido durante la Guerra Fría, le ofrece uno de sus mejores papeles. Interpreta a un comandante de submarino nuclear soviético, el K-19, cuya toma de posesión del cargo parece discutible. Toma el puesto de comandante que ostenta el capitán Mijaíl Polenin (Liam Neeson), que se ve relegado como segundo al mando, lo que le convierte en un personaje antipático. La actitud de su personaje contrasta con la de su colega, que está más próximo a sus hombres. Posteriormente entran en plena confrontación respecto a su tripulación a causa de una fuga del reactor. Pero esta antipatía se transforma en heroísmo a causa del giro de los acontecimientos. La película, a pesar de sus esfuerzos en la interpretación y la producción, es su mayor fracaso desde que está en lo alto de la escena cinematográfica.
A Ford le ofrecieron la posibilidad de interpretar el papel de Bob Barnes en Syriana (finalmente desempeñado por George Clooney, que recibió un Óscar por este papel), pero no acepta y es una decisión de la que se arrepiente posteriormente. Siguen otras dos desilusiones para el actor. Primero con Hollywood: Departamento de homicidios, que consigue la «hazaña» de recaudar todavía menos dinero que K-19 y luego con Firewall, que obtiene una tibia acogida. Es finalmente con Indiana Jones y el reino de la calavera de cristal cuando se vuelve a encontrar en la cima de la taquilla.
Su siguiente película, Crossing Over, se estrenó en marzo de 2009; en ella desempeña el papel del juez Max Brogan y comparte protagonismo con Ray Liotta y Ashley Judd. Este filme muestra a inmigrantes de diferentes nacionalidades que se esfuerzan en conseguir un estatus legal en Los Ángeles. Trata sobre las fronteras, la falsificación de documentos, el asilo, la naturalización y el choque de culturas.
En 2010 se estrenaron Extraordinary Measures, dirigida por Tom Vaughan, un drama centrado en los esfuerzos de Aileen (Keri Russell) y John Crowley (Brendan Fraser) para encontrar a un investigador que consiga una cura para un desorden genético poco frecuente que paceden sus hijos, donde Ford desempeña el papel del Dr. Robert Stonehill, y la comedia Morning Glory, dirigida por Roger Michell, donde desempeña el papel de Mike Pomeroy y comparte protagonismo con actores como Rachel McAdams, Patrick Wilson, Jeff Goldblum y Diane Keaton, entre otros. Como sucedió en K-19: The Widowmaker, en Extraordinary Measures vuelve a combinar su papel como actor con las funciones de productor ejecutivo. Este mismo año comenzó el rodaje de Cowboys & Aliens, una película mezcla de ciencia ficción y wéstern en la que comparte protagonismo con Daniel Craig, que está producida, entre otros, por Steven Spielberg y que se estrenó en julio de 2011. En 2012 inicia el rodaje de El juego de Ender, película basada en la exitosa novela del mismo título, donde interpreta el papel del coronel Hyrum Graff. Luego actúa en 42, en el papel de Branch Rickey, y en Paranoia, junto a Amber Heard, Liam Hemsworth y Gary Oldman. Estas tres películas se estrenaron en 2013. En 2014 se estrenó The Expendables 3, donde el actor interpreta el papel de Max Drummer, y en 2015 The Age of Adaline, donde interpreta el papel de William Jones. En 2020 protagoniza The Call of the Wild, película de aventuras que combina imagen real y animación por computadora basada en la novela de 1903 del mismo título escrita por Jack London.
En octubre de 2022, se anunció que se integra al Universo cinematográfico de Marvel para interpretar al general Thaddeus Ross, papel anteriormente encarnado por el fallecido William Hurt; así el actor participará en varias series y películas de la saga.

### El actor visto por la crítica

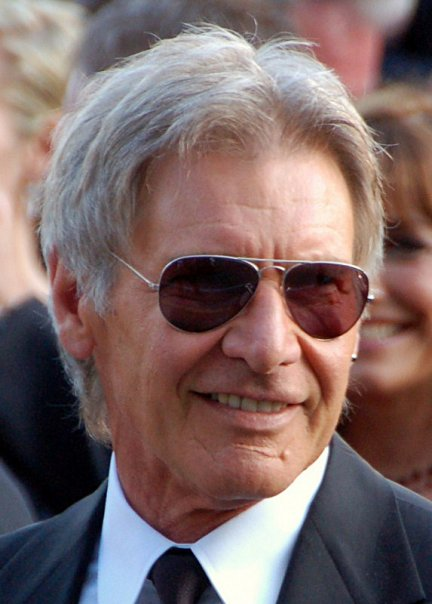
Ford en el Festival de Cannes (2008)

El papel en Star Wars le permitió acceder a lo más alto de la escena. Con esta película, la crítica fue entusiasta con su interpretación refrescante de Han Solo, que mezcla sarcasmo y humor. Para algunos, consigue hacer de su personaje el más coherente de la película. Con respecto al éxito en la elección de sus películas, la opinión es unánime, porque a pesar de que los guiones o las interpretaciones están lejos de ser innovadores, Ford parece comprender lo que el público busca en el cine. Su escaso número de nominaciones a los premios Óscar refleja esta tendencia que da preferencia al espectáculo más que un gran resultado como actor. Después de Indiana Jones, los periodistas especializados comienzan a dudar sobre sus capacidades para desempeñar un papel distinto al de un héroe digno de los cómics, pero consigue salir de esta imagen estereotipada con Witness, que le otorgó por otra parte su única nominación a los premios Óscar. En The Mosquito Coast, confirma esta nueva trayectoria en su carrera con una actuación «genial». Después de conmovedoras interpretaciones en Regarding Henry y Presumed Innocent, su papel de convicto evadido en El fugitivo conquista a la crítica. Su papel de un hombre ordinario acosado y perseguido sin descanso que trata de demostrar su inocencia, es calificada de «formidable». Los años pasan y la sucesión de papeles de «buen chico» valiente y sin reproche parecen desacreditarlo. Intenta introducirse en la comedia con Six days, seven nights, pero su papel de aventurero gruñón no convence. Su radical cambio de registro en What Lies Beneath es salvador, donde su papel de «malo» es muy convincente. Su papel en Firewall tiene una acogida tibia; su interpretación es correcta, pero el personaje que envejece en medio de una película de acción da la impresión amarga de ya visto. Antes del estreno de Indiana Jones y el reino de la calavera de cristal en Festival de Cannes, la crítica se muestra favorable ante el reencuentro sobre la gran pantalla del aventurero. Su interpretación como viejo pendenciero no se cuestiona, al contrario de la película, que es a veces «acusada» de suficiencia con relación a las anteriores.

### Su propia visión sobre su carrera
El oficio de actor, según él, no es nada más que un simple «curro» y que no tiene vocación de hacer feliz al espectador sino más bien ayudarlo a ser más altruista. Contrariamente a sus comienzos, cuando reprochaba a los productores que no le permitían expresarse lo suficiente, él se califica de «servidor de la historia» e interpreta lo que se le dice. No se considera a sí mismo como una estrella, sino como alguien que tuvo mucha suerte al inicio de su carrera y todavía más para estar siempre en lo alto de la cartelera.
Contrariamente a la opinión que Ford tiene de sí mismo, el realizador Mike Nichols manifestó que le consideraba como «el Ferrari de los actores».

## Distinciones

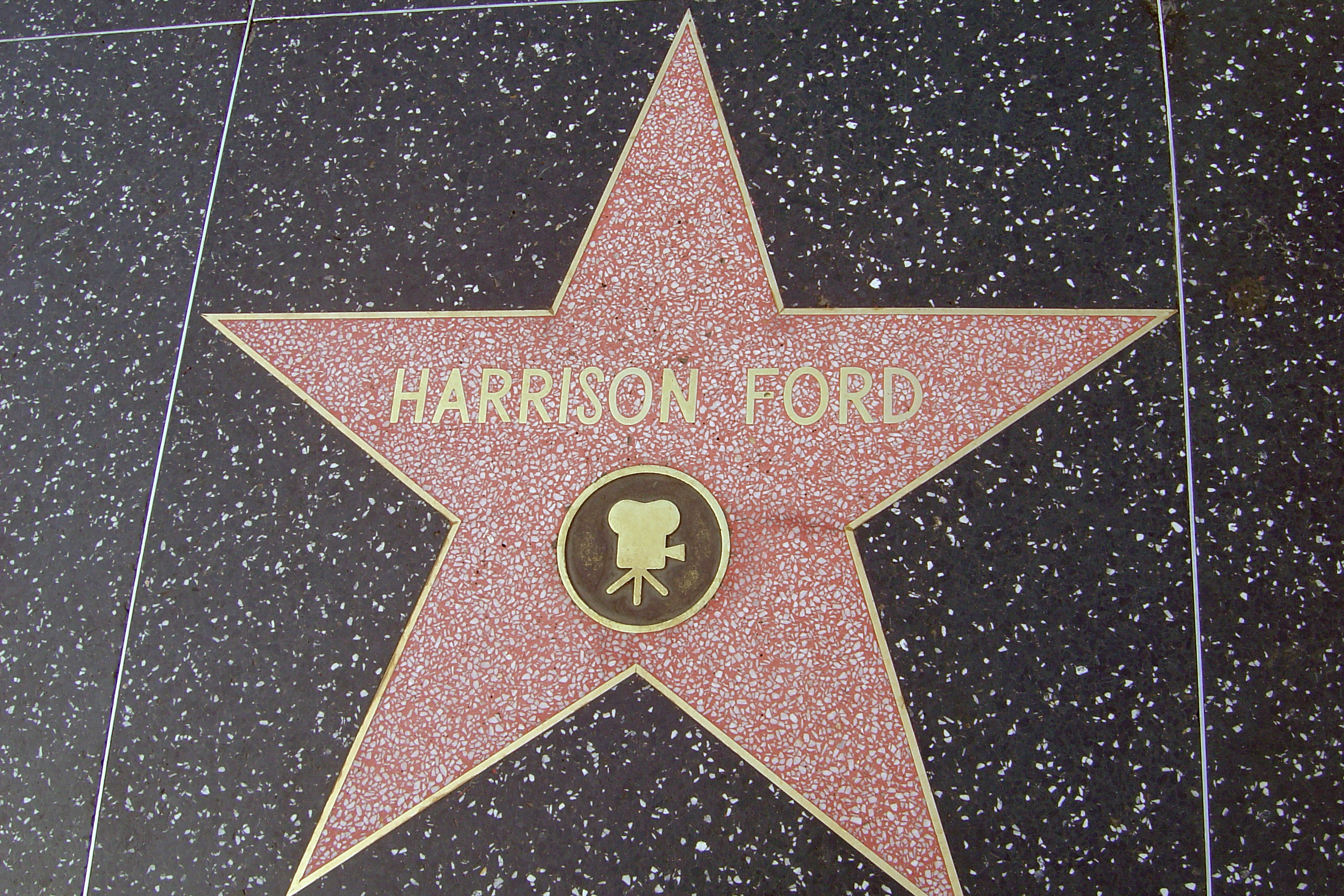
Su estrella en el paseo de la fama de Hollywood

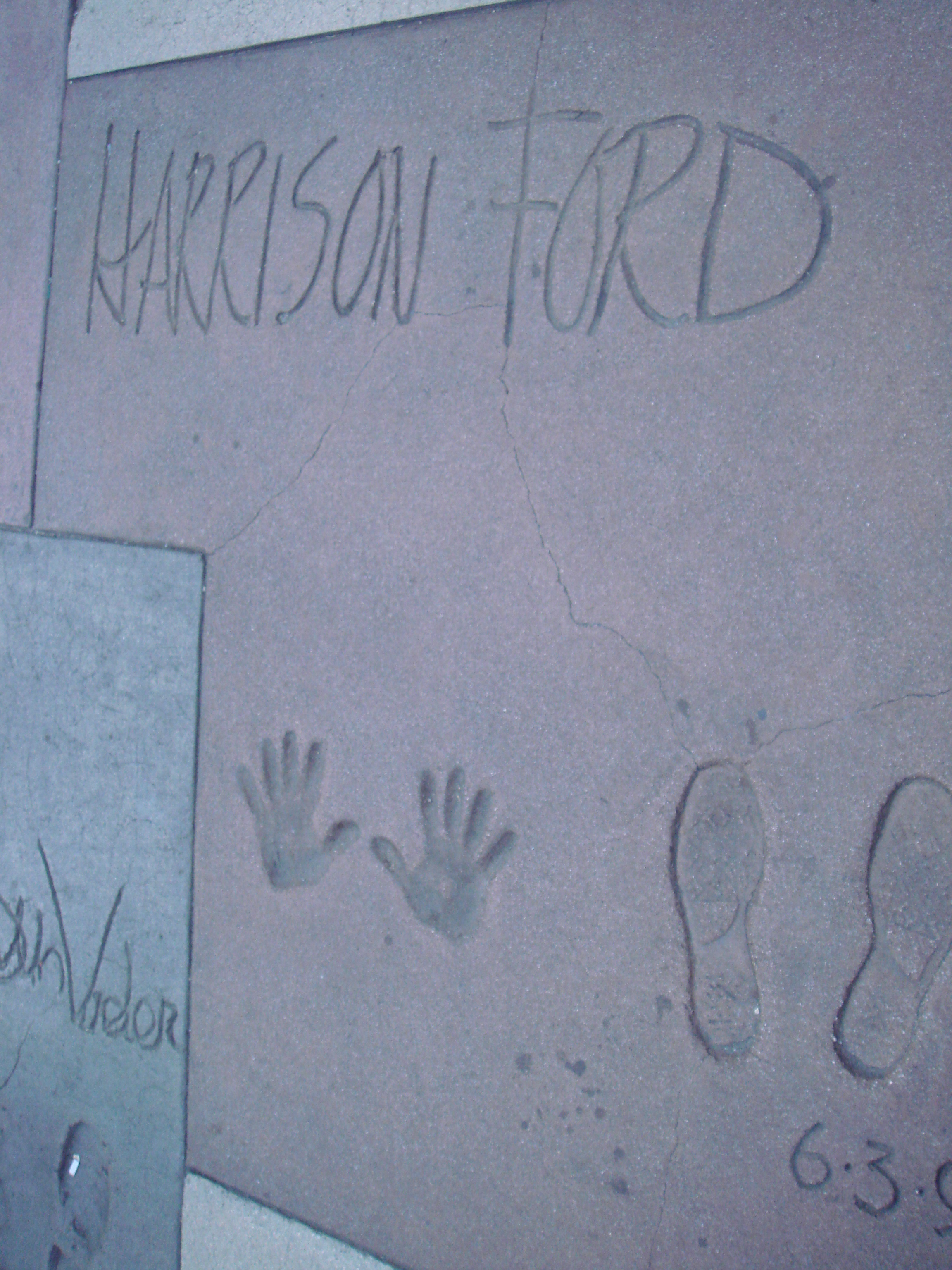
La impresión de sus manos y pies en el Grauman's Chinese Theatre

- Harrison Ford dejó la impresión de sus pies y manos en el cemento del Grauman's Chinese Theatre el 4 de junio de 1992.[104]
- En 1998 fue elegido, con 56 años, el hombre vivo más sexy del mundo por la revista estadounidense People,[2] y en 1995 por la británica Empire como uno de los 100 actores más sexy de la historia (en el puesto 15).[1]
- Desde el 30 de mayo de 2003 tiene una estrella en el paseo de la fama de Hollywood,[105][106] a la altura del 6801 de Hollywood Boulevard.[107]
- Además de las distinciones personales recibidas, seis de las películas en las que trabajó figuran en el National Film Registry,[4] y cinco están clasificadas en el «top 100» del American Film Institute.[5]
- Dos de los personajes que interpretó, Indiana Jones (clasificado segundo) y Han Solo (decimocuarto), figuran en el «top 50» de los mayores héroes del cine del American Film Institute.[108]

### Premios
| Año  | Ceremonia                              | Premio                                          | Trabajo nominado                                    |
| ---- | -------------------------------------- | ----------------------------------------------- | --------------------------------------------------- |
| 1981 | Premios Saturn                         | Mejor actor                                     | Raiders of the Lost Ark                             |
| 1985 | Kansas City Film Critics Circle Awards | Mejor actor                                     | Witness                                             |
| 1994 | Blockbuster Entertainment Awards       | Actor de película de acción predilecto          | El fugitivo                                         |
| 1994 | Premios MTV Movie                      | Mejor dúo en pantalla (junto a Tommy Lee Jones) | El fugitivo                                         |
| 1994 | ShoWest Convention                     | Estrella del siglo del box-office               |                                                     |
| 1995 | Blockbuster Entertainment Award        | Actor de película de acción predilecto          | Peligro inminente                                   |
| 1995 | Blockbuster Entertainment Award        | Actor de película de acción predilecto (vídeo)  | Peligro inminente                                   |
| 1996 | Premios Saturn                         | Premio al conjunto de su carrera                |                                                     |
| 1996 | Hasty Pudding Theatricals              | Hombre del año                                  |                                                     |
| 1997 | Bambi                                  | Bambi                                           |                                                     |
| 1998 | People's Choice Awards                 | Actor de cine predilecto                        |                                                     |
| 1999 | Blockbuster Entertainment Award        | Actor de comedia predilecto                     | Six days, seven nights                              |
| 1999 | People's Choice Awards                 | Estrella predilecta de todos los tiempos        |                                                     |
| 2000 | American Film Institute                | Premio al conjunto de su carrera                |                                                     |
| 2000 | People's Choice Awards                 | Actor de cine predilecto                        |                                                     |
| 2001 | Blockbuster Entertainment Award        | Actor de suspense predilecto                    | What Lies Beneath                                   |
| 2002 | Globos de Oro                          | Premio Cecil B. DeMille                         |                                                     |
| 2003 | Taurus World Stunt Awards              | Premio Taurus honorífico                        |                                                     |
| 2003 | Young Hollywood Awards                 | Premio de modelo a seguir                       |                                                     |
| 2010 | Premios César                          | César honorífico al conjunto de su carrera      |                                                     |
| 2016 | Premios Saturn                         | Mejor actor                                     | Star Wars: Episodio VII - El despertar de la Fuerza |

### Nominaciones
| Año  | Ceremonia                        | Nominación                                     | Trabajo nominado                                                            |
| ---- | -------------------------------- | ---------------------------------------------- | --------------------------------------------------------------------------- |
| 1982 | Golden Apple Awards              | Sour Apple                                     |                                                                             |
| 1985 | Premios Saturn                   | Mejor actor                                    | Indiana Jones and the Temple of Doom                                        |
| 1986 | Premios Óscar                    | Mejor actor                                    | Witness                                                                     |
| 1986 | Premios BAFTA                    | Mejor actor                                    | Witness                                                                     |
| 1986 | Premios Globo de Oro             | Mejor actor (drama)                            | Witness                                                                     |
| 1987 | Premios Globo de Oro             | Mejor actor (drama)                            | The Mosquito Coast                                                          |
| 1991 | Premios Saturn                   | Mejor actor                                    | Indiana Jones y la última cruzada                                           |
| 1994 | Premios Globo de Oro             | Mejor actor (drama)                            | El fugitivo                                                                 |
| 1994 | Premios MTV Movie                | Mejor interpretación masculina                 | El fugitivo                                                                 |
| 1996 | Premios Globo de Oro             | Mejor actor (comedia)                          | Sabrina                                                                     |
| 1998 | Blockbuster Entertainment Awards | Actor de película de acción predilecto         | Air Force One                                                               |
| 1998 | Premios MTV Movie                | Mejor pelea (con Gary Oldman)                  | Air Force One                                                               |
| 1999 | Blockbuster Entertainment Award  | Actor de película de acción predilecto (vídeo) | Air Force One                                                               |
| 2008 | Teen Choice Awards               | Mejor actor de película de acción y aventuras  | Indiana Jones y el reino de la calavera de cristal                          |
| 2009 | Premios Saturn                   | Mejor actor                                    | Indiana Jones y el reino de la calavera de cristal                          |
| 2011 | Premios Saturn                   | Mejor actor de reparto                         | Cowboys & Aliens                                                            |
| 2025 | Nickelodeon Kids' Choice Awards  | Villano favorito                               | Cómo President Thaddeus Ross y Red Hulk en Captain America: Brave New World |

## Vida privada

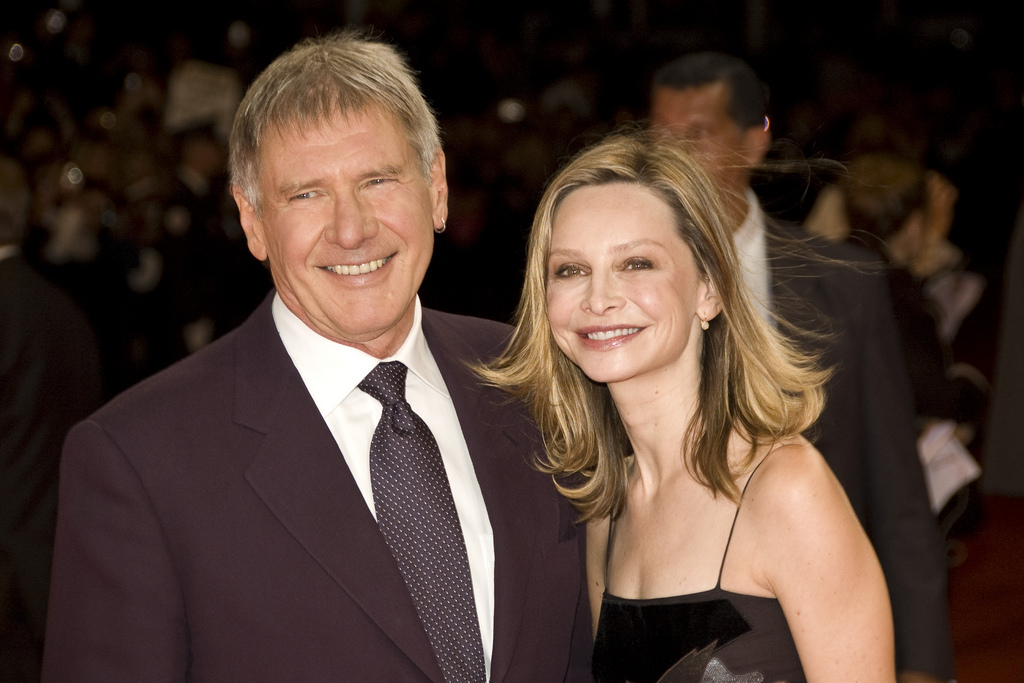
Ford y Calista Flockhart durante la celebración del Festival de cine estadounidense de Deauville en 2009

El 18 de junio de 1964 se casó con Mary Marquardt. Fruto de este matrimonio tuvieron dos hijos: Benjamin, nacido el 22 de septiembre de 1967 y Willard, nacido el 14 de mayo de 1969. El matrimonio se divorció en 1979. Víctima de esclerosis múltiple, Mary está sostenida psicológica y económicamente por el actor, que le compró una casa y se hace cargo de su tratamiento y de todos los gastos médicos que le son necesarios.
El 14 de marzo de 1983 se casó con la guionista Melissa Mathison, con la que tiene un hijo, Malcolm, nacido el 10 de marzo de 1987 y una hija, Georgia, nacida el 30 de junio de 1990. Se divorciaron después de más de 20 años de matrimonio, el 6 de enero de 2004, en lo que fue uno de los divorcios más costosos de Hollywood.
El 15 de junio de 2010 se casó con la actriz Calista Flockhart, con la que ya convivía desde 2004; la actriz es madre de Liam, el hijo que ella adoptó el 1 de enero de 2001, antes de casarse con Ford. El matrimonio se celebró en Santa Fe (Nuevo México), donde Ford rodaba Cowboys & Aliens, y la ceremonia fue oficiada por el gobernador de Nuevo México, Bill Richardson, y el presidente del tribunal supremo del estado, Charles W. Daniels. Ford tiene tres nietos: Eliel, nacido en 1993, Ethan en 2000 y Waylon en 2010.

## El hombre público

### Su compromiso con el medioambiente

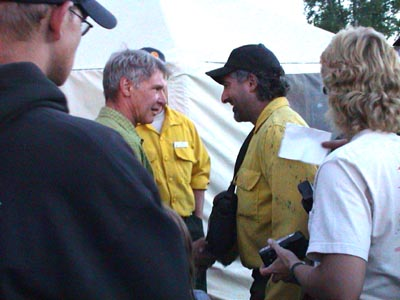
Ford felicitando a un meteorólogo por su trabajo durante los graves incendios acaecidos cerca de Jackson, Wyoming

Tras la compra de su rancho de Jackson, en Wyoming, se hace consciente de la importancia de preservar el planeta. Cede entonces cerca de la mitad de sus tierras al Jackson Hole Land Trust, organización con fines de conservación de la naturaleza.
Ocupa el cargo de vicepresidente en el consejo de administración de Conservation International desde 1991, y es uno de los «guardianes volantes» de Riverkeeper, una organización cuyo fin es identificar y llevar ante la justicia a los contaminadores del río Hudson (que pasa cerca de su casa en Nueva York). En 2003 recibe el Premio Lindbergh, por sus patrullas en helicóptero sobrevolando el río.
El 6 de octubre de 2006 es honrado con el Jules Verne Spirit of Natural Award, establecido por la asociación Jules Verne Adventures, por su compromiso con la protección del planeta.
En abril de 2008, en un anuncio publicitario, se depila el pecho con cera, para denunciar simbólicamente la deforestación de los bosques tropicales. Este gesto pretendía atraer la atención y mostrar a la opinión pública el momento crítico de la deforestación. En 2018 participó en la Cumbre Mundial de Acción contra el Cambio Climático en San Francisco, donde dio un discurso en defensa del medio ambiente y alertó sobre los peligros del cambio climático.
Su acción ecológica es reconocida con diversas distinciones, entre las que se encuentra el Premio mundial del ciudadano ecológico de la Facultad de Medicina de la Universidad Harvard, o el Premio mundial de ecología del Centro Internacional de Ecología Tropical. Quizás sus reconocimientos más insólitos en este campo sean el que le hayan puesto su nombre a una hormiga nativa de Honduras y de Belice, bajo el nombre de Pheidole harrisonfordi, por su apoyo a la organización The Ant Society de Conservation International, y a una araña californiana, Calponia harrisonfordi, en reconocimiento a sus esfuerzos en favor del Museo Americano de Historia Natural.

### Convicciones políticas

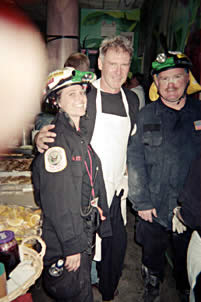
El actor con bomberos voluntarios tras los atentados del 11 de septiembre de 2001 en Nueva York

Al igual que sus padres, Ford es un demócrata reconocido desde hace años. En 2003 condenó públicamente la guerra de Irak y apeló a un cambio de gobierno en los Estados Unidos. También acusa a Hollywood de producir demasiadas películas violentas y está a favor de un mayor control sobre las armas de fuego en su país.
El actor se opuso a la reelección del gobernador de California, Gray Davis, pero manifestó que reemplazarlo por Arnold Schwarzenegger sería un error.
Durante el Día de acción de gracias de 2007 Ford y Calista Flockhart se unieron a Kirk Douglas para servir comidas calientes a personas sin hogar de Los Ángeles. Esta acción pretendía recordar que Los Ángeles es la ciudad con más personas sin hogar en los Estados Unidos.
Desde hace años también apoya la causa de los tibetanos y de su líder espiritual, el dalái lama. El 7 de septiembre de 1995 intervino en el Congreso estadounidense para dar testimonio de su experiencia en el Tíbet. En 2007, materializa de nuevo este apoyo siendo el narrador del documental Dalai Lama Renaissance. Este documental muestra el encuentro del dalái lama con pensadores occidentales en Dharamsala, quienes abordan juntos las preguntas sobre cómo cambiar el mundo y cómo resolver sus problemas.

### Arqueología
Tras haber desempeñado el papel del arqueólogo Indiana Jones en el cine, Ford apoyó posteriormente el trabajo de los arqueólogos profesionales. Desde el 2008, ocupa un puesto en el consejo de administración del Instituto Arqueológico de América (AIA), organización sin ánimo de lucro con sede en la Universidad de Boston dedicada a la promoción del interés público hacia la arqueología y la preservación de yacimientos arqueológicos. Su nombramiento se debe, según el presidente de la AIA, «al significativo papel que desempeñó en el estímulo del interés del público por las exploraciones arqueológicas». En respuesta a su integración en la organización, el actor declaró que «el conocimiento es poder, y comprender el pasado nos ayuda a hacer frente al presente y al futuro».
Sin embargo, este nombramiento fue motivo de polémica en el seno de la profesión. Oscar Muscarella, antiguo conservador del Museo Metropolitano de Arte de Nueva York y abiertamente crítico con el tráfico de antigüedades, considera que la imagen de Indiana Jones y, por tanto, de Harrison Ford, es la contraria a lo que es un verdadero arqueólogo. Haciendo referencia a la intervención del presidente de la AIA, declaró que «Jones es la misma antítesis de un arqueólogo. De hecho, ha desempeñado un papel significativo en la estimulación de los destructores de yacimientos, los saqueadores que suministran 'antigüedades' a un museo», y añadió que «no es un arqueólogo, sino un saqueador».

### Aviación

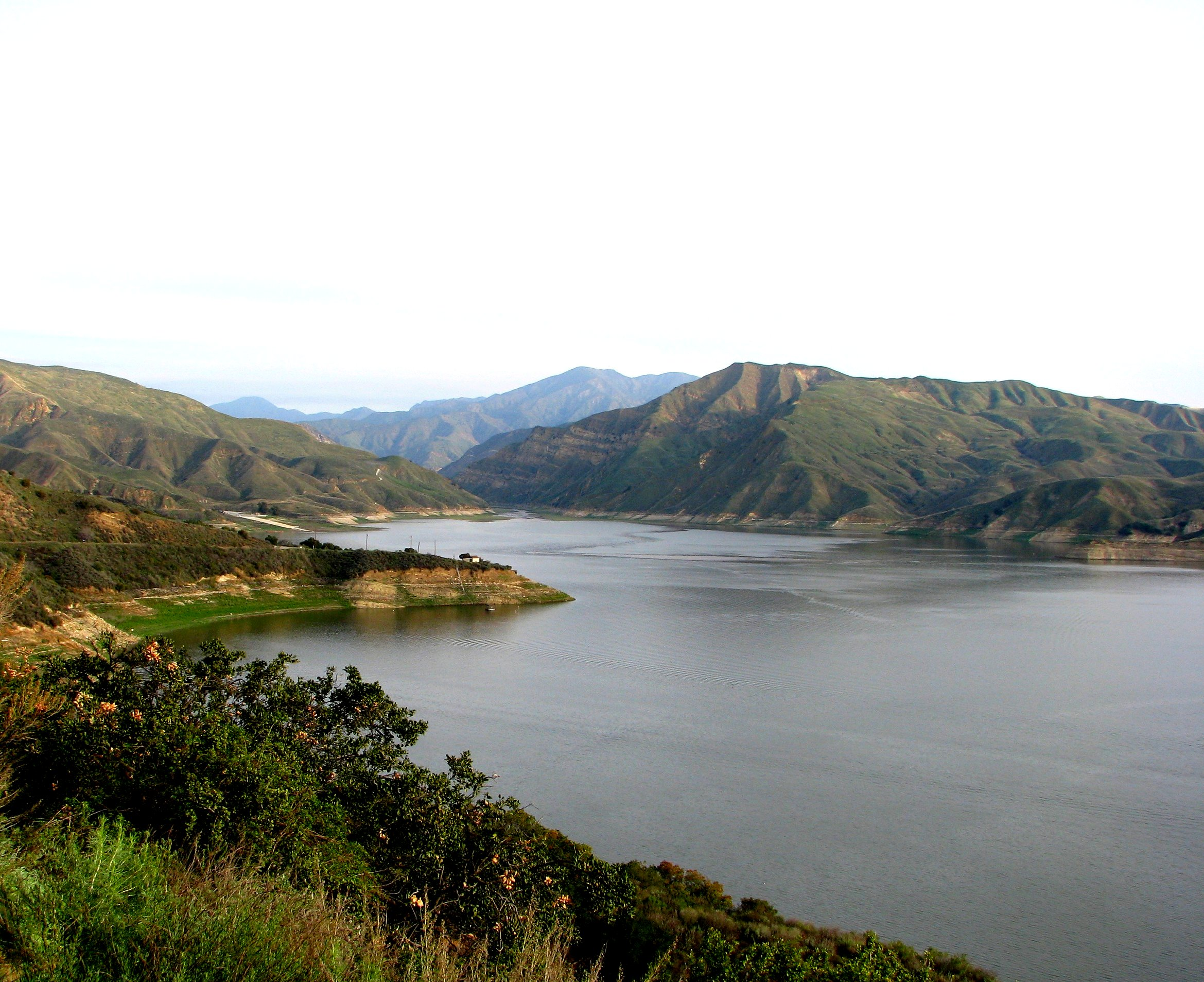
Ford fue víctima de un accidente de helicóptero durante un vuelo de entrenamiento de rutina sobrevolando el lago Piru, cerca de Santa Clarita, California.

Ford comenzó a recibir clases de pilotaje en los años 1960. Voló en un biplano TriPacer, pero en ese momento el precio de 11 dólares a la hora era demasiado elevado para que pudiese continuar su aprendizaje. Su interés por el pilotaje renació a mediados de los años 1990, cuando compró un avión Gulfstream II. Le pidió entonces a un piloto experimentado, Terry Bender, que le diese nuevas lecciones de pilotaje. Estas comenzaron en un Cessna 182, para pasar luego a un Cessna 206. Obtuvo finalmente su licencia de piloto privado en 1996 y extendió su práctica, más tarde, al pilotaje de hidroaviones monomotor y de helicópteros.
En el ámbito de su colaboración con las autoridades locales para intervenciones de urgencia, el actor socorrió a un senderista aislado afectado de deshidratación. También colaboró con el servicio de socorro del condado de Teton (Wyoming) para otros rescates de montaña.
El 23 de octubre de 1999 fue víctima de un accidente de helicóptero durante un vuelo de entrenamiento de rutina sobrevolando el lago Piru, cerca de Santa Clarita, en California. Durante una práctica de autorrotación, pierde altitud y se estrella violentamente contra el suelo. Ni él, ni su instructor resultan heridos de gravedad. Durante una entrevista televisiva en el programa Inside the Actor's Studio le preguntaron sobre el suceso, y él respondió simplemente: «Lo rompí».
En marzo de 2004 lo nombraron presidente de los Young Eagles, un programa de la Experimental Aircraft Association (EAA) creado para iniciar a los niños en la aviación. Fue invitado por el vicepresidente de la EAA para reemplazar a Chuck Yeager, que abandonó el cargo por su jubilación. Ford, desde su primera participación en el programa en 2001, ha volado con más de 250 niños.
El 5 de marzo de 2015 sufrió un accidente de aviación cerca del Aeropuerto Municipal de Santa Mónica (Los Ángeles).